# Cerviplusia
Cerviplusia là một chi bướm đêm thuộc họ Noctuidae.